# Parc des Chutes-de-la-Chaudière
Le Parc des Chutes-de-la-Chaudière est un parc public de Lévis, au Québec. Les chutes de la Chaudière sont hautes de 35 mètres. Elles sont les dernières et les plus importantes chutes de la rivière Chaudière. Les chutes se retrouvent à l'extrémité nord de cette rivière qui coule sur 185 km jusqu’au fleuve Saint-Laurent.

## Description

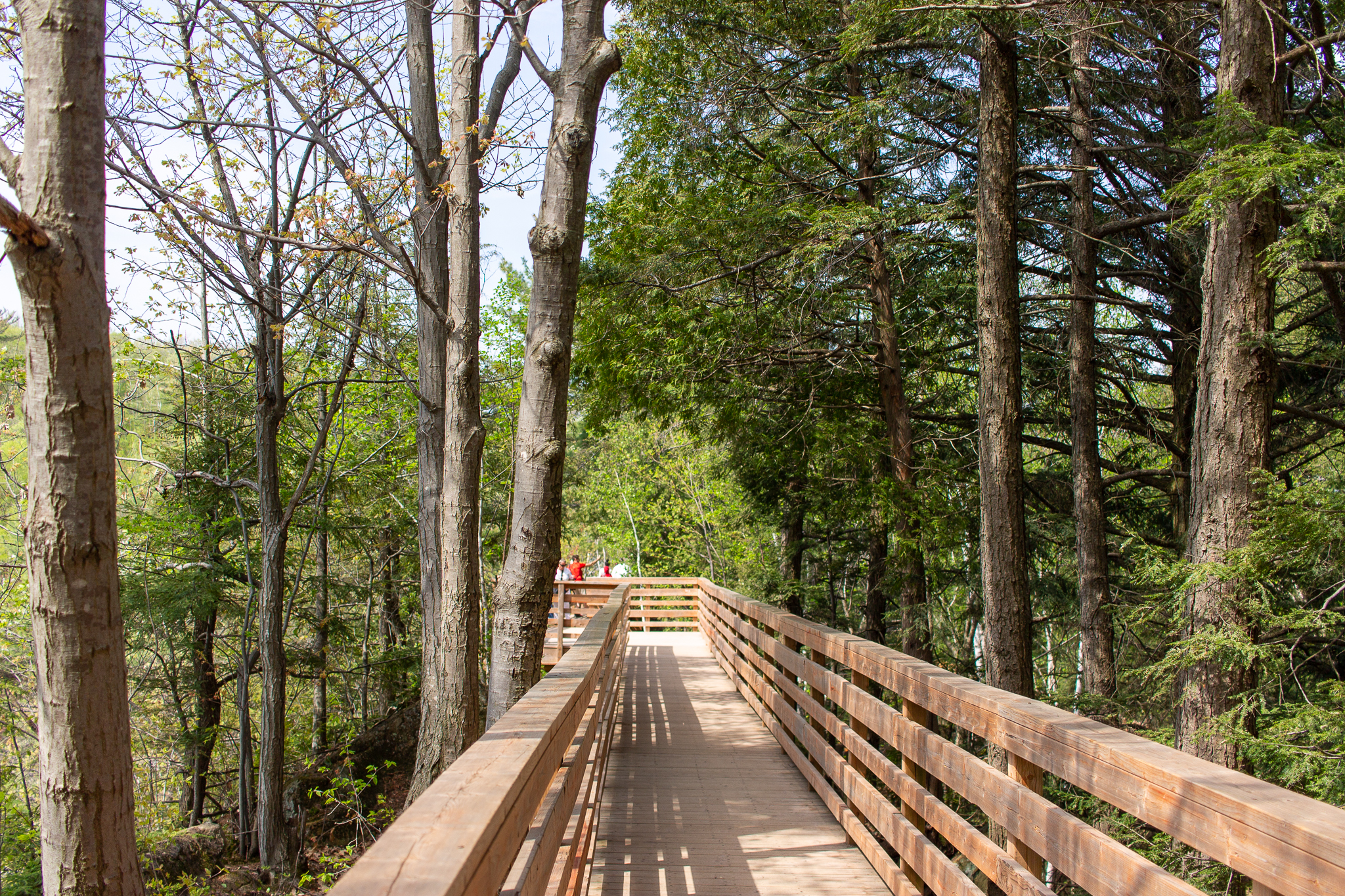
Sentier pédestre au Parc des Chutes-de-la-Chaudière

Des aires de pique-nique ainsi que des sentiers pédestres ou cyclables, agrémentés de panneaux d'interprétation, y sont aménagés.

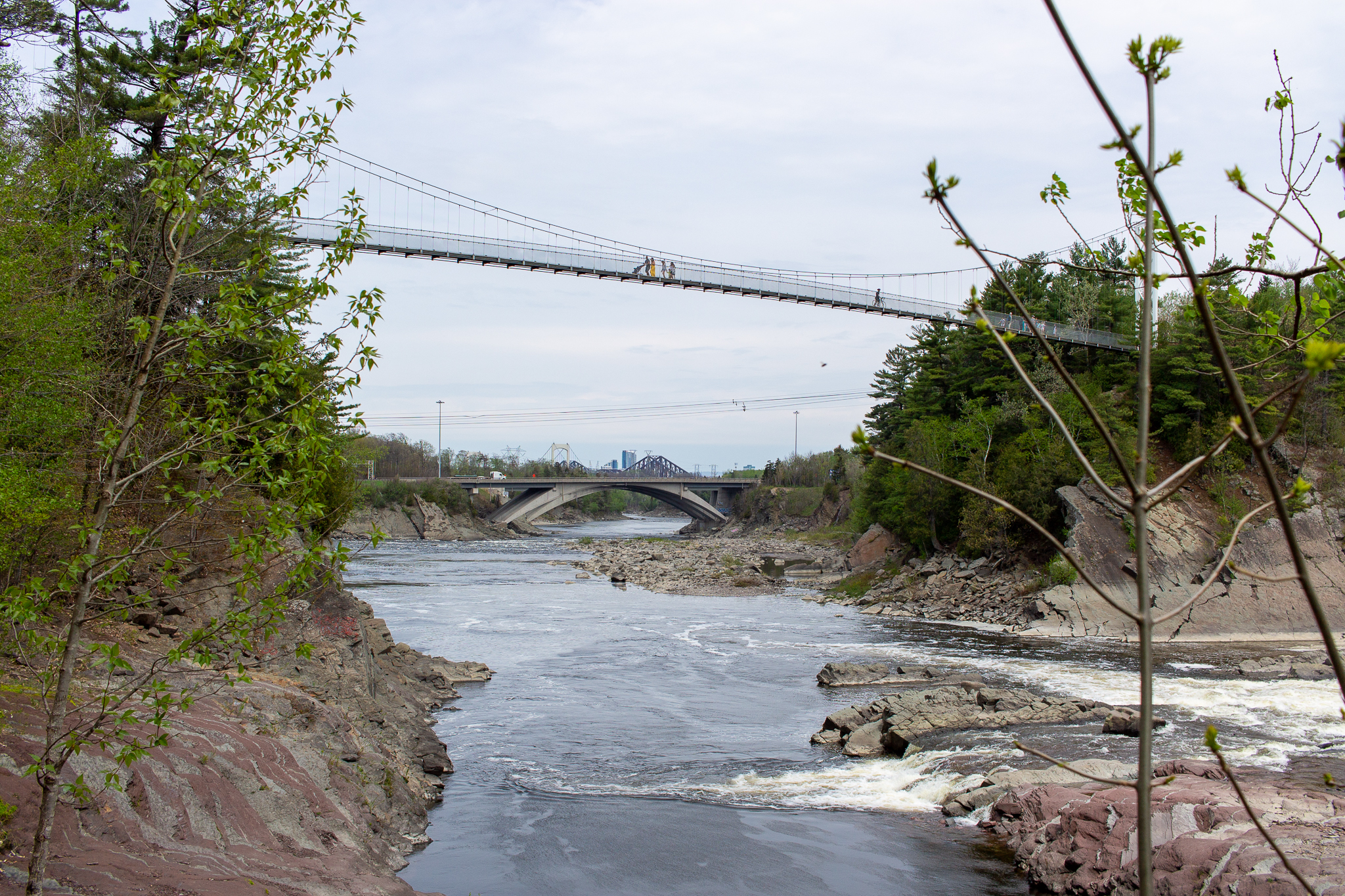
Passerelle au Parc des Chutes-de-la-Chaudière

La passerelle est un pont suspendu long de 113 mètres et suspendue à 23 mètres au-dessus de la rivière. Les visiteurs peuvent la traverser pour observer sur les chutes et la centrale hydroélectrique.

### Attraits
- Randonnée à vélo sur une piste cyclable de 1,5 km faisant partie de la Route verte et du sentier transcanadien (niveau de difficulté : intermédiaire-difficile)
- Randonnée pédestre sur près de 4,5 km de sentiers aménagés et bordés de panneaux d’interprétation (niveau de difficulté : facile à intermédiaire)
- Pêche (permis obligatoire, aucune vente sur place)
- Aire de jeux pour enfants
- Spectacles en plein air
- Pique-nique

### Commodités
- Tables à pique-nique
- Casse-croûte
- Bureau d'information touristique
- Stationnement gratuit
- Toilettes
- Aire de jeux pour enfants
- toilettes bleu

## Accès au parc
Le site est ouvert du début mai à la fin octobre, de 7 h le matin jusqu'au coucher du soleil. L'accès et le stationnement sont gratuits.
Le site est accessible par l'autoroute 73, sortie 130 ou l'autoroute 20, sortie 311, puis la route 116 Ouest.